# Bahnhof Matsumae
Der Bahnhof Matsumae (jap. 松前駅, Matsumae-eki) ist ein ehemaliger Bahnhof auf der japanischen Insel Hokkaidō. Er befand sich in der Unterpräfektur Oshima auf dem Gebiet der Stadt Matsumae. Der südlichste Bahnhof Hokkaidōs war von 1953 bis 1988 in Betrieb.

## Beschreibung

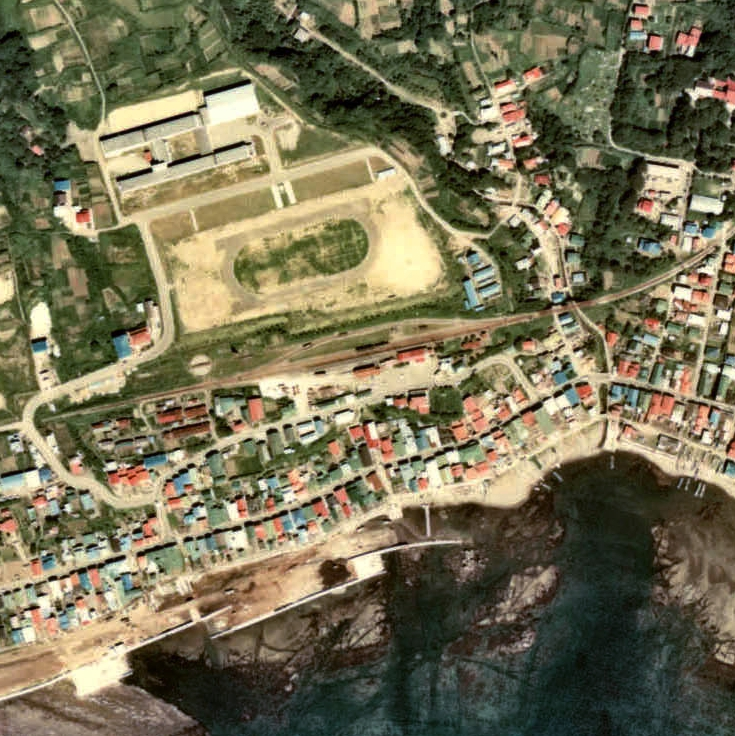
Luftansicht (1976)

Matsumae war die südliche Endstation der 50,8 km langen Matsumae-Linie aus Richtung Kikonai. Der Bahnhof lag im Stadtzentrum in Küstennähe und war von Osten nach Westen ausgerichtet. Zuletzt verfügte er noch über ein Gleis für den Personenverkehr, mit dem Empfangsgebäude an der Südseite der Anlage. Die Strecke endete nicht im eigentlichen Bahnhof, sondern führte noch etwa 200 Meter weiter westwärts zu einem stumpf endenden Gleis. Aus diesem Grund war Matsumae betrieblich kein Kopfbahnhof, sondern ein Durchgangsbahnhof. An der Nordseite befand sich ein Gleis für den Güterverkehr mit Drehscheibe und Laderampe. Von der Anlage ist nichts erhalten geblieben.

## Geschichte

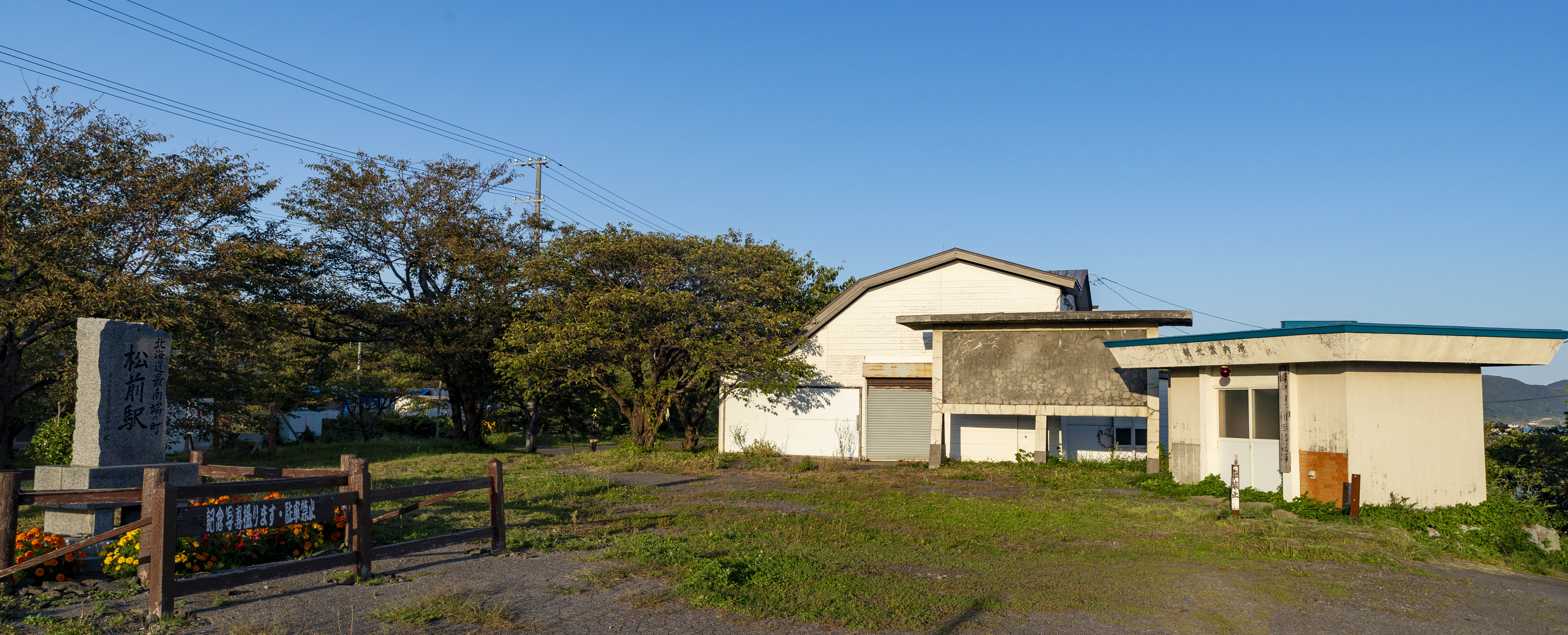
Ruinen des Bahnhofs Matsumae (September 2014)

Die Matsumae-Linie war ab 1937 in mehreren Etappen errichtet worden und reichte im Jahr 1946 bis zum Bahnhof Oshima-Ōsawa, knapp sechs Kilometer östlich des Stadtzentrums. Am 8. November 1953 nahm die Japanische Staatsbahn das letzte noch fehlende Teilstück in Betrieb. Von 1963 bis 1980 verkehrten Eilzüge von Matsumae über Kikonai nach Hakodate. 1976 wurde das Empfangsgebäude durch einen Neubau ersetzt.
Aus Kostengründen stellte die Staatsbahn am 15. November 1982 den Güterumschlag ein, am 1. Februar 1984 auch die Gepäckaufgabe. Im Rahmen der Staatsbahnprivatisierung ging der Bahnhof am 1. April 1987 in den Besitz der neuen Gesellschaft JR Hokkaido über. Diese legte am 1. Februar 1988 die gesamte Matsumae-Linie still.